# Sulfat de zinc
El sulfat de zinc és un compost químic cristal·lí, incolor i soluble en aigua. La seva fórmula química és ZnSO₄.

## Formes hidratades
A temperatura ambient acostuma a presentar-se en forma heptahidratada (ZnSO₄·7H₂O). A 30 °C perd una molècula d'aigua (ZnSO₄·6H₂O). A 70 °C perd cinc molècules més d'aigua, quedant-se amb una única molècula. Finalment, a 280 °C perd l'última molècula d'aigua i es transforma en la sal anhidra.

## Usos
S'utilitza com a suplement de zinc per a l'alimentació animal, en adobs agrícoles i com a conservant de la fusta.